# Générac, Gard
Générac este o comună în departamentul Gard din sudul Franței. În 2009 avea o populație de 3.894 de locuitori.

## Evoluția populației
| An        | 1975  | 1982  | 1990  | 1999  | 2006  | 2009  |
| --------- | ----- | ----- | ----- | ----- | ----- | ----- |
| Populație | 1.764 | 2.113 | 2.925 | 3.223 | 3.629 | 3.894 |